# Грушо, Александр Александрович
Александр Александрович Грушо (род. 1946) — математик, доктор физико-математических наук, профессор факультета вычислительной математики и кибернетики МГУ.

## Биография
Родился 28 августа 1946 года в Москве. Окончил среднюю школу № 717 г. Москвы (1964), технический факультет Высшей школы КГБ при СМ СССР (1969) по специальности «Прикладная математика». Обучался в очной аспирантуре Высшей школы КГБ (1969—1972).
Кандидат физико-математических наук (1973), научный руководитель работы — проф. В. Е. Степанов. 
Доктор физико-математических наук (1990). Учёное звание — профессор (1993).
Член-корреспондент Академии криптографии Российской Федерации (1994). Член редколлегии журнала РАН «Дискретная математика».
Научный руководитель отделения 5 ИПИ ФИЦ ИУ РАН "Информационные, управляющие и телекоммуникационные системы и информационная безопасность. Информационные технологии в цифровой экономике".

### Область научных интересов
Область научных интересов: теория вероятностей и математическая статистика, дискретная математика, комбинаторика, криптография, защита информации.
Основные результаты получены в области случайных отображений и случайных автоматов, случайных графов и математической статистики на случайных графах, кластерного анализа и многомерной статистики, математических моделей защиты информации.

### Преподавание
До 1996 года работал в должности начальника кафедры криптографии Академии ФСБ.
В Московском университете работает с 1997 года в должности профессора кафедры математической статистики факультета ВМК (1997—2013), кафедры информационной безопасности факультета ВМК МГУ (с 2013).
Читает спецкурсы по компьютерной безопасности («Математические модели в защите информации»), ведёт спецсеминары по компьютерной безопасности и практические занятия по курсу «Теория вероятностей и математическая статистика».
Подготовил 5 кандидатов наук. Опубликовал более 200 научных работ.

## Награды и звания
Награждён медалями СССР и Демократической Республики Вьетнам.